# Bourgeauville
Bourgeauville és un municipi francès situat al departament de Calvados i a la regió de Normandia. L'any 2007 tenia 141 habitants.

## Demografia

### Població
El 2007 la població de fet de Bourgeauville era de 141 persones. Hi havia 56 famílies de les quals 16 eren unipersonals (8 homes vivint sols i 8 dones vivint soles), 20 parelles sense fills i 20 parelles amb fills.
La població ha evolucionat segons el següent gràfic:
Habitants censats

### Habitatges
El 2007 hi havia 108 habitatges, 58 eren l'habitatge principal de la família, 49 eren segones residències i 2 estaven desocupats. Tots els 106 habitatges eren cases. Dels 58 habitatges principals, 42 estaven ocupats pels seus propietaris, 10 estaven llogats i ocupats pels llogaters i 5 estaven cedits a títol gratuït; 2 tenien una cambra, 2 en tenien dues, 8 en tenien tres, 12 en tenien quatre i 33 en tenien cinc o més. 55 habitatges disposaven pel capbaix d'una plaça de pàrquing. A 26 habitatges hi havia un automòbil i a 26 n'hi havia dos o més.

### Piràmide de població
La piràmide de població per edats i sexe el 2009 era:
| Homes | Edats   | Dones |
| ----- | ------- | ----- |
| 0     | 95 o +  | 0     |
| 0     | 90 a 94 | 0     |
| 0     | 85 a 89 | 4     |
| 4     | 80 a 84 | 4     |
| 4     | 75 a 79 | 4     |
| 0     | 70 a 74 | 4     |
| 4     | 65 a 69 | 4     |
| 8     | 60 a 64 | 0     |
| 0     | 55 a 59 | 4     |
| 4     | 50 a 54 | 4     |
| 0     | 45 a 49 | 0     |
| 8     | 40 a 44 | 4     |
| 4     | 35 a 39 | 4     |
| 8     | 30 a 34 | 8     |
| 4     | 25 a 29 | 12    |
| 12    | 20 a 24 | 0     |
| 12    | 15 a 19 | 0     |
| 8     | 10 a 14 | 0     |
| 8     | 5 a 9   | 8     |
| 0     | 0 a 4   | 8     |

## Economia
El 2007 la població en edat de treballar era de 95 persones, 67 eren actives i 28 eren inactives. De les 67 persones actives 64 estaven ocupades (35 homes i 29 dones) i 3 estaven aturades (1 home i 2 dones). De les 28 persones inactives 6 estaven jubilades, 11 estaven estudiant i 11 estaven classificades com a «altres inactius».

### Ingressos
El 2009 a Bourgeauville hi havia 52 unitats fiscals que integraven 137 persones, la mediana anual d'ingressos fiscals per persona era de 18.530 €.

### Activitats econòmiques
Dels 3 establiments que hi havia el 2007, 1 era d'una empresa de fabricació d'elements pel transport, 1 d'una empresa de transport i 1 d'una empresa classificada com a «altres activitats de serveis».
L'any 2000 a Bourgeauville hi havia 14 explotacions agrícoles que ocupaven un total de 568 hectàrees.

## Poblacions més properes
El següent diagrama mostra les poblacions més properes.